# Tempio egizio

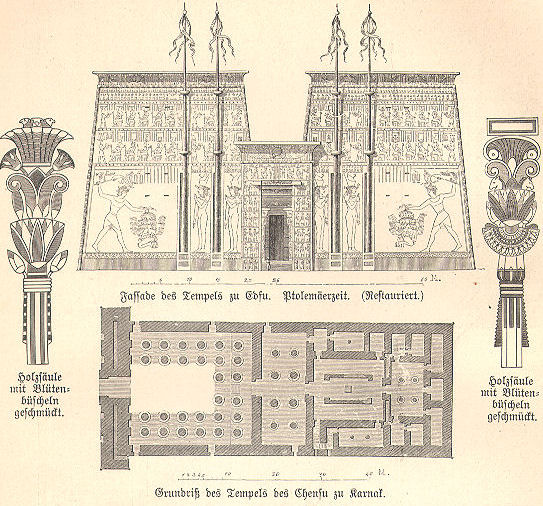
La planimetria e il prospetto del tempio di Horus di Edfu

Nell'antico Egitto il tempio, hwt-netjer, era considerato la "capanna del dio", ovvero il luogo nel quale il sacerdote interpretava la parola del dio a cui era adibito il tempio, perciò si professava il culto, da cui partivano anche le celebrazioni in suo onore ed era per questo chiamato tempio divino.
I templi egizi erano di due tipi: templi solari e templi a cella.

## Tempio a cella
La struttura architettonica del tempio a cella riflette la cosmogonia egizia, ed il tempio stesso, indipendentemente dalla divinità principale ospitata ma che poteva essere più di una come nelle triadi, rappresenta la metafora dell'origine del mondo.
Veniva generalmente edificato sulla sponda orientale del Nilo, verso il sole nascente e non deve essere confuso con il tempio funerario dedicato al culto del sovrano ed edificato sulla sponda occidentale del fiume, dove il sole tramonta.
Il percorso templare si sviluppa così "a cannocchiale" (o ad imbuto), con ciò si intende che il soffitto si abbassa gradualmente a mano a mano che ci si addentra verso il fondo del tempio mentre, contemporaneamente, il pavimento si innalza (mediante gradini o percorsi in salita) tanto che, dall'imponenza del "Pilone" di ingresso, si giunge alla cella della divinità spesso poco più alta di un uomo. Si assiste, inoltre al passaggio progressivo dalla luce della Corte Colonnata alla penombra della Sala Ipostila, al buio totale del Naos, la cella, che ospita la statua del Dio.

### Tipologia

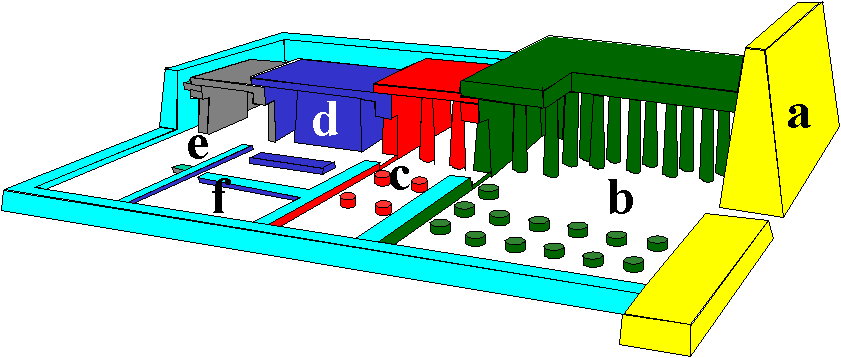
Schema di un tempio egizio.

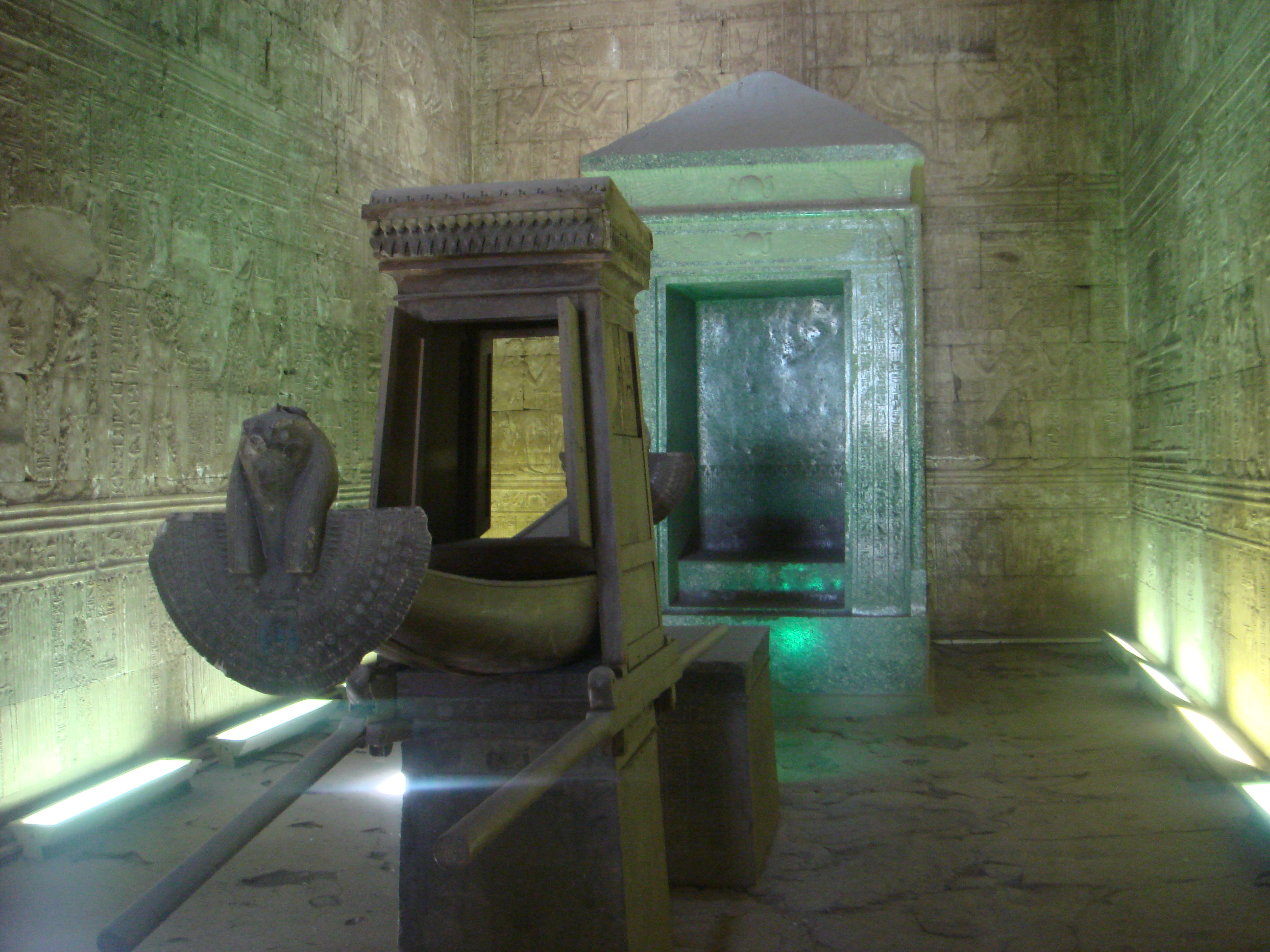
Naos del Tempio di Edfu con barca sacra

Il modello canonico del tempio egizio, ben individuabile nel tempio di Khonsu che si trova nel recinto del tempio di Amon a Karnak, presenta la seguente tipologia:
a. il Pilone: normalmente preceduto da un viale di sfingi (il dromos), è costituito da due muraglioni rastremati verso l'alto che rappresentano le lontane montagne tra cui il sole nasce e muore. La facciata è sempre decorata con scene del Re che uccide il nemico, a simboleggiare la vittoria del bene sul male, dell'ordine sul disordine, della verità sull'ingiustizia;
b. la Corte Colonnata: a cielo aperto sovente circondata da un peristilio; si tratta di un'area semi-pubblica in cui possono accedere i fedeli, ed è decorato con scene del Re vittorioso. Mano a mano che ci si inoltra nel complesso templare la figura del sovrano si va sacralizzando, fino al naos in cui verrà rappresentato nell'atto di offrire cibo al Dio o di ricevere, da questi, doni;
c. la Sala Ipostila: normalmente dotata di un numero di colonne multiplo di 3 o 4, rappresenta la palude primordiale da cui emergerà il monticello primigenio; le colonne simboleggiano una fitta foresta in cui la luce a stento può penetrare, tra il fogliame, così come difficilmente la luce penetra nella sala dalle finestre a feritoia aperte in alto. Il soffitto è generalmente dipinto di stelle o simboli di divinità;
d. il Vestibolo: (o pronao) nel quale si professava il culto
e. la Cella: (o Naos), il "sancta sanctorum" che racchiude la statua del Dio a cui può accedere solo il Re e, in sua vece, il Sommo Sacerdote non in quanto tale, ma esclusivamente quale sostituto del sovrano.
f. alcune Cappelle laterali: che ospitano altre divinità incluso il sovrano adorato come un dio o sono utilizzate come magazzini.
Le pareti del tempio erano decorate con dipinti e iscrizioni geroglifiche in onore del Dio e del sovrano che lo aveva edificato.
Il tempio veniva dipinto con figure pittografiche.
Le colonne dei templi sono di diverso tipo. I tipi più ricorrenti sono: la palmiforme (fusto circolare, capitello a forma di palma); la lotiforme (fusto a fascio e capitello conformato all'ombrello del papiro chiuso); la campaniforme (fusto cilindrico, capitello a forma di papiro aperto); la monostila (fusto cilindrico e capitello a tronco di cono);  l'hathorica (il fusto o il capitello è ornato dal volto della dea Hathor). All'epoca tolemaica e romana appartengono i capitelli compositi, realizzati inserendo sul modello papiriforme motivi floreali.

### Tempio rupestre
Il tempio rupestre era un tipo di tempio a cella che veniva scavato del tutto o parzialmente nella roccia di un rilievo già presente in natura.

### Mammisi

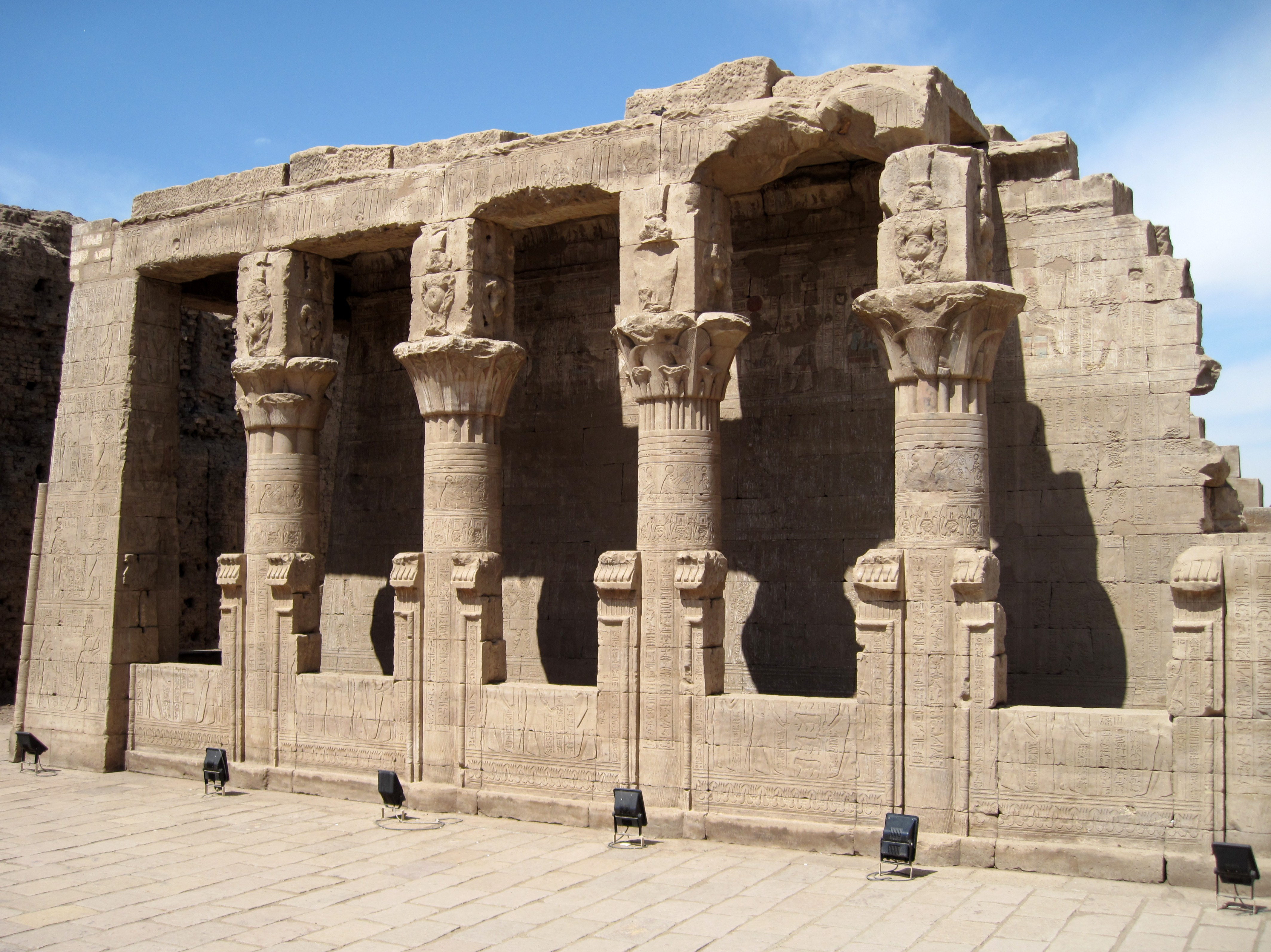
Mammisi nel tempio di Edfu

Vi era un piccolo tempio annesso ai grandi templi dell'età tarda e del periodo greco-romano, il Mammisi, era il luogo in cui nasceva il dio del tempio principale; se il tempio principale era dedicato a una dea, era una camera annessa al tempio, in cui la dea si ritirava una volta all'anno per partorire il figlio con il quale lei e il marito erano venerati. Mammisi significa Luogo della nascita.

## Esempi di templi egizi
- Abu Simbel
- Edfu
- Karnak
- Tempio di Luxor
- Tempio di Dendera
- Nuova Kalabsha